# Hội nghị Tuân Nghĩa
Hội nghị Tuân Nghĩa là Hội nghị Bộ Chính trị Trung Quốc mở rộng diễn ra từ ngày 15-17/1/1935 tại Tuân Nghĩa,Quý Châu. Hội nghị thay đổi quyền lãnh đạo "tam nhân đoàn" (Bác Cổ,Lý Đức,Chu Ân Lai). Bổ sung Mao Trạch Đông làm Ủy viên Thường vụ Bộ Chính trị. Hình thành lãnh đạo tập thể gồm Trương Văn Thiên, Mao Trạch Đông và Chu Ân Lai. Mao Trạch Đông được khôi phục quyền chỉ huy của Hồng Quân.

## Bối cảnh
Vương Minh do được Quốc tế Cộng sản và Liên Xô ủng hộ dần trở thành lãnh đạo Đảng Cộng sản Trung Quốc năm 1931. Các lãnh đạo của Đảng Cộng sản Trung Quốc dần bị mất chức hoặc tiếm quyền. Do sự lãnh đạo sai lầm của chủ nghĩa giáo điều "tả" khuynh của Vương Minh, Hồng quân trung ương chưa thể đánh bại được cuộc "vây tiễu" thứ năm của quân Quốc dân đảng, buộc phải rút về khu căn cứ. Đêm ngày 10 tháng 10 năm 1934, Trung ương đảng cộng sản Trung Quốc, quân uỷ trung ương, Quân đoàn 5 quân đoàn chủ lực Hồng quân, cơ quan quân uỷ và 8,6 vạn bộ đội trực thuộc đã thực hiện một cuộc di chuyển lớn chiến lược, còn được gọi là cuộc vạn lý trường chinh.
Ngày 1 tháng 1 năm 1935, tại Hầu Trường, Bộ chính trị trung ương triệu tập hội nghị, đề ra Quyết định phương hướng, kế hoạch hành động mới sau khi vượt sông, đề ra, đầu tiên lấy Tuân Nghĩa làm trung tâm của khu vực Kiềm Bắc, sau đó nhiệm vụ chiến lược là hướng về Xuyên Nam, xây dựng Xuyên Kiềm làm căn cứ mới. Về sau, Hồng quân vượt sông Điểu, buộc quân truy tiễu của Quốc dân đảng bỏ lại khu vực phía đông và phía nam sông Điểu, ngày 7 tháng 1 năm 1935 chiếm được thành Tuân Nghĩa.

## Đại biểu tham dự

### Bộ Chính trị Trung ương
- Bác Cổ:Tổng phụ trách Trung ương Trung Cộng (Tổng Bí thư),thành viên "tam nhân đoàn"
- Chu Ân Lai:Tổng Chính ủy Hồng quân công nông kiêm Tổng Chính ủy phương diện thứ 1 Hồng quân, Phó Chủ tịch Quân ủy cách mạng Trung ương, thành viên "tam nhân đoàn"
- Trương Văn Thiên:Chủ tịch Ủy ban Nhân dân Cộng hòa Xô viết Trung Hoa (đứng đầu chính phủ)
- Chu Đức:Chủ tịch Ủy ban Quân sự cách mạng Cộng hòa Xô viết Trung Hoa, Tổng Tư lệnh Hồng quân công nông kiêm Tổng Tư lệnh phương diện thứ 1 Hồng quân
- Mao Trạch Đông:Chủ tịch Ủy ban chấp hành Trung ương lâm thời Cộng hòa Xô viết Trung Hoa (nguyên thủ Quốc gia)
- Trần Vân:Bí thư Đảng Đoàn Tổng Công hội Toàn quốc
- Vương Gia Tường:Phó Chủ tịch Ủy ban Quân sự cách mạng

### Bộ Chính trị dự khuyết
- Lưu Thiếu Kỳ:Trưởng ban Công chức Trung ương Trung Cộng, Chủ tịch Tổng Công hội Toàn quốc
- Đặng Phát:Cục trưởng Cục bảo vệ chính trị Quốc gia Cộng hòa Xô viết Trung Hoa
- Khai Phong:Bí thư Trung ương Đoàn Thanh niên Trung Cộng

### Người phụ trách các quân đoàn và Tổng bộ Hồng quân
- Lưu Bá Thừa:Tổng Tham mưu trưởng phương diện thứ 1 Hồng quân kiêm Tổng tham mưu trưởng Quân Ủy cách mạng Trung ương, Tư lệnh Tổng đội Quân ủy
- Lý Phú Xuân:Phó Chủ tịch Tổng cục chính trị Quân ủy cách mạng Trung ương
- Lâm Bưu:Quân đoàn trưởng quân đoàn thứ 1 Hồng quân
- Niếp Vinh Trăn:Chỉnh ủy quân đoàn thứ 1 Hồng quân
- Bành Đức Hoài:Quân đoàn trưởng quân đoàn thứ 3 Hồng quân
- Dương Thượng Côn:Chính ủy quân đoàn thứ 3 Hồng quân
- Lý Trác Nhiên:Chính ủy quân đoàn thứ 5 Hồng quân

### Hàng đại biểu
- Lý Đức:Cố vấn quân sự, thành viên "tam nhân đoàn"
- Ngũ Tu Quyền:phiên dịch tiếng Nga cho Lý Đức
- Đặng Tiểu Bình:Chủ biên báo "sao đỏ"

## Thảo luận
Trong khi thảo luận và tổng kết những bài học kinh nghiệm chống "vây tiễu" lần thứ 5, Bác Cổ đầu tiên đọc báo cáo, ông ta cũng thừa nhận một số sai lầm trong chỉ huy quân sự, nhưng khi phân tích nguyên nhân thất bại chống "vây tiễu" lần thứ 5, lại chú trọng nhấn mạnh đây là nguyên nhân khách quan địch mạnh ta yếu. Bác Cổ báo cáo xong, mọi người đều không đồng ý. Tiếp theo Chu Ân Lai đọc báo cáo bổ sung, thái độ của ông và Bác Cổ hoàn toàn không giống nhau, ông xác định và thừa nhận nguyên nhân chủ yếu của thất bại trong chống "vây tiễu" lần thứ 5 là những sai lầm chiến lược chiến thuật, mà còn chủ động thừa nhận trách nhiệm của mình. Ông cũng phê phán Bác Cổ, phê bình Lý Đức đã sai lầm đề xướng "đột kích vội vã" và tiêu hao kẻ địch. Sau khi Chu Ân Lai tình bày, tình hình đã thay đổi. Chu Ân Lai là một thành viên trong "nhóm ba người" nhưng không giống Bác Cổ, Lý Đức, có kinh nghiệm thực tế phong phú, trong thực tiến đã dần thấy rõ không thể không thể hiện thái độ rõ ràng, ở hội nghị Lê Bình đã biểu hiện rất rõ điều đó. Ông xuất phát từ công tâm, thái độ rõ ràng, không tính toán được mất cá nhân, có tác dụng quyết định đến sự chuyển biến tình thế của hội nghị. Nếu không có Chu Ân Lai, hội nghị không phải dễ dàng đạt được thành công to lớn.
Sau báo cáo của Bác Cổ và Chu Ân Lai, Trương Văn Thiên đã đọc "phản báo cáo", đầu tiên chỉ ra: " Báo cáo của đồng chí Bác Cổ về cơ bản là không chính xác", vì đồng chí "không nhận ra và không thừa nhận", "chiến lược chiến thuật về cơ bản là sai lầm". "Phản báo cáo" của đồng chí Trương Văn Thiên thực tế đã đại diện cho cách nhìn của ba người Mao Trạch Đông, Vương Giá Tường và ông, lấy quan điểm của Mao Trạch Đông làm chủ đạo.
Tiếp theo trong hội nghị, Mao Trạch Đông đã phát biểu ý kiến quan trọng, phê phán một số sai lầm căn bản của chủ nghĩa "tả" khuynh mạo hiểm trong lãnh đạo quân sự, lại dùng thực tế chống "vây tiễu" lần thứ tư của địch, phê phán chính xác quan điểm sai lầm biện hộ cho những thất bại khi chống "vây tiễu" lần thứ 5 trong báo cáo của Bác Cổ. Sau đó là ý kiến của Vương Giá Tường, Chu Đức và các đồng chí ở các quân đoàn. Trừ Khải Phong, không một ai đứng về phía Bác Cổ.

## Quyết định
Tổ chức hội nghị Tuân Nghĩa đã quyết định các điểm trọng yếu: một là Mao Trạch Đông được bầu làm uỷ viên thường vụ, hai là xoá bỏ "nhóm 3 người", chỉ huy quân sự là Chu Đức tổng tư lệnh và Chu Ân Lai tổng chính uỷ, mà "Chu Ân Lai là người phụ trách chỉ huy quân sự có quyết định cuối cùng". Xoá bỏ "đoàn 3 người" thực chất là xoá bỏ công tác lãnh đạo toàn đảng của Bác Cổ và quyền chỉ huy quân sự của Lý Đức. Sau khi biểu quyết các quyết định "uỷ viên thường vụ đã tiến hành phân công lại", sau đó uỷ viên thường vụ đã đồng ý sự phân công: một là, trong cuộc hành quân đến 3 tỉnh Xuyên Kiềm, Điền Giao Giới, Kê Điểu, Trương Văn Thiên thay Bác Cổ làm tổng chỉ huy, thời gian khoảng từ 5 tháng 2 năm 1935. Vì lúc đó chưa có tổng bí thư nên gọi là tổng phụ trách; hai là xác định Mao Trạch Đông là "người giúp đỡ chỉ huy quân sự" cho Chu Ân Lai, đến khi vượt sông Điểu lại quyết định Chu Ân Lai, Mao Trạch Đông, Vương Gia Tường họp thành "đoàn 3 người" phụ trách toàn quyền chỉ huy quân sự.